# Juan Vicente Herrera
Juan Vicente Herrera Campo, né le 23 janvier 1956 à Burgos, est un homme politique espagnol membre du Parti populaire (PP). Il est président de la Junte de Castille-et-León entre 2001 et 2019.

## Biographie

### Formation
Il est titulaire d'une licence en droit, obtenue à l'université de Navarre, et avocat, inscrit aux barreaux de Burgos et de Madrid.

### Les débuts
Nommé secrétaire général du département de l'Économie et des Finances de Castille-et-León en 1992, il est élu l'année suivante président de la fédération du PP dans la province de Burgos. Il occupe ce poste pendant huit ans.

### Député régional
Il renonce à ses fonctions administratives en 1995, à la suite de son élection comme procurador aux Cortes de Castille-et-León, dans la province de Burgos. Il est ensuite désigné porte-parole du groupe PP, qui dispose de la majorité absolue des sièges. Il est reconduit dans ces fonctions après le scrutin de 1999.

### Président de Castille-et-León
Le 17 mars 2001, Juan Vicente Herrera est nommé président de la Junte de Castille-et-León, vingt jours après la nomination de Juan José Lucas au gouvernement espagnol. Il prend sa suite en 2002 à la présidence du Parti populaire de Castille-et-León (PPCyL).
Candidat à sa propre succession en 2003, il s'impose avec 49,6 % des voix, soit un recul de deux points, et 48 députés sur 82. Il remporte le même nombre d'élus en 2007 mais en obtenant 50,1 % des suffrages. En 2011, il signe son meilleur score en recueillant 51,6 % des voix et 53 sièges.
Lors des élections de 2015, le PP recule à 38,7 % des voix, ce qui lui donne tout de même 42 députés sur 84. Il négocie le soutien de Citoyens - Parti de la Citoyenneté (C's) et obtient l'investiture pour un cinquième mandat le 3 juillet suivant, par 42 voix pour, 37 contre et 5 abstentions lors du deuxième tour de vote. Avec le retrait de Pedro Sanz, il devient le doyen des présidents de communauté autonome.
Il ne se représente pas aux élections de 2019 et est remplacé par Alfonso Fernández Mañueco à la présidence du gouvernement régional.